# Windows Messenger
Windows Messenger, o también conocido como W-msg fue un cliente de mensajería instantánea, que precedió a Windows Live Messenger, y que proveía herramientas básicas de mensajería instantánea. Se incluía con Windows XP. 
Es confundido frecuentemente con MSN Messenger, sobre todo desde que este cambió de nombre a Windows Live Messenger. Windows Messenger se comunicaba con todos los usuarios de MSN Messenger o Windows Live Messenger ya que utiliza la misma plataforma (.Net Passport).
El uso de este programa se reducía al chat sin distracciones, sin personalización, sin tantos contenidos y sin muchos otros detalles que caracterizan a su versión más famosa. Además, a diferencia de otras versiones, permitía el uso del protocolo SIP.

## Características
- Intercambio de mensajes instantáneos de texto y de voz.
- Videoconferencias con otros usuarios.
- Transferencia de archivos.
- Aplicaciones extras como pizarra para compartir dibujos con los contactos.
- Iconos gestuales.
- Juegos.
- Iconos animados.
- Enviar sonidos de música

## Requisitos
- Equipo/Procesador: Procesadores de las familias Intel Pentium/Celeron y AMD K6/Athlon/Duron, u otros procesadores compatibles de 233 MHz como mínimo (sistema de procesador único o doble).
- Sistema Operativo: Windows XP Professional o Windows XP Home Edition.
- Espacio en disco: 17 MB disponibles para la instalación.
- Memoria: Se recomiendan 128 MB de RAM o más (64 MB como mínimo; aunque podrían verse afectados el rendimiento y algunas funciones).
- Monitor de vídeo: Adaptador de vídeo Super VGA (800 X 600) o resolución superior y monitor.
- Privilegios de administrador.